# DeWitt Clinton
DeWitt Clinton (Little Britain, 2 de março de 1769 – Albany, 11 de fevereiro de 1828) foi um político americano, presidente do município de Nova Iorque e governador de Nova Iorque.

## Biografia
Nascido na região conhecida como Little Britain, no estado de Nova Iorque, era o segundo filho de James Clinton (1733-1812) major-general durante a guerra de independência e de Mary DeWitt (1737-1795). Era sobrinho de George Clinton, primeiro governador de Nova Iorque e vice-presidente dos Estados-Unidos e primo de Simeon De Witt, geógrafo e militar do exército continental durante a guerra de independência.
Clinton estudou no que é hoje a universidade de Columbia. Começou a sua carreira como secretário do seu tio, George Clinton, governador de Nova Iorque. Pouco tempo depois tornou-se membro do partido Anti-Federalista, deputado entre 1797 e 1802. Entrou no Senado. Descontente com as condições de vida da cidade de Washington, DC, recém-construída, deixa o cargo de senador em 1803 para chefiar a cidade de Nova Iorque. Conservou este cargo durante três mandatos consecutivos, 1803-07, 1808-10 e 1811-15.
Em 1811, venceu o Federalista Nicholas Fish e o candidato do Tammany Hall Marinus Willett, e ganhou uma eleição especial para o posto de Tenente-governador de Nova Iorque - vazio pela morte do Ten.-Gov. Broome - e serviu sob o governador Daniel D. Tompkins até ao fim do seu mandato em junho de 1813.
Em 1812 Clinton concorreu a Presidente dos Estados Unidos pelo partido democrata-republicano (apesar do então presidente, que era do mesmo partido estar concorrendo a reeleição). Nesta eleição presidencial de 1812 teve apoio do Partido Federalista e dos Democratas-Republicanos que eram contra a guerra com a Grã-Bretanha. É derrotado por James Madison (89 grandes eleitores contra 128).
Com a demissão do governador Tompkins, que tinha sido eleito vice-presidente dos Estados Unidos, vence a eleição para governador contra Peter Buell Porter - Clinton obtém 43 310 votos, Porter apenas 1479. Em 1 de julho de 1817, Clinton torna-se governador de Nova Iorque. É reeleito em 1818, vencendo o vice-presidente Tompkins: DeWitt Clinton teve 47 447 votos, Tompkins 45 900 - e fica no cargo até dezembro de 1822.
Na obra de Clinton, pode-se citar a melhoria do sistema educativo público de Nova Iorque, a promoção da navegação a vapor, mudanças nas leis que dizem respeito à criminalidade e o tratamento dos devedores. Apoiou igualmente o projeto do canal de Erie convencendo os parlamentares do estado a aprovar 7 milhões de dólares para a sua construção. Aquando da sua inauguração, em 1825, Clinton percorreu todo o canal, de Buffalo jusqu'à a cidade de Nova Iorque. Deitou simbolicamente duas toneladas de água do lago Erie no oceano Atlântico, num cerimonial do "casamento das águas", para celebrar a primeira ligação aquática entre oeste e leste americanos.
Esta acção para o bem público e o desenvolvimento dos Estados Unidos foi colocado em questão quando, uma dúzia de anos depois, o canal foi sendo menos usado com a chegada do transporte ferroviário.
Casou duas vezes, e teve dez filhos da primeira esposa. Clinton morreu aos 59 anos. Está enterrado no Green-Wood Cemetery, no borough de Brooklyn em Nova Iorque.

## Nomeados em sua honra
- O forte Clinton, em Manhattan
- A locomotiva DeWitt Clinton, a 1.ª locomotiva a vapor em Nova Iorque
- Várias localidades ou condados dos Estados Unidos:
  - Clinton (Indiana)
  - Clinton (Arkansas)
  - Clinton (Missouri)
  - Clinton (Mississippi)
  - Clinton (Massachusetts)
  - DeWitt (Iowa)
  - Clinton (Iowa)
  - DeWitt (Michigan)
  - Clinton (Illinois)